# Windham (Maine)
Windham és una població dels Estats Units a l'estat de Maine (EUA). Segons el cens del 2000 tenia 14.904 habitants.

## Demografia
Segons el cens del 2000, Windham tenia 14.904 habitants, 5.522 habitatges, i 4.020 famílies. La densitat de població era de 123,3 habitants/km².
Dels 5.522 habitatges en un 35,6% hi vivien nens de menys de 18 anys, en un 59,8% hi vivien parelles casades, en un 9,5% dones solteres, i en un 27,2% no eren unitats familiars. En el 20,1% dels habitatges hi vivien persones soles el 6,8% de les quals corresponia a persones de 65 anys o més que vivien soles. El nombre mitjà de persones vivint en cada habitatge era de 2,58 i el nombre mitjà de persones que vivien en cada família era de 2,98.
Per edats la població es repartia de la següent manera: un 24,3% tenia menys de 18 anys, un 7,4% entre 18 i 24, un 34,3% entre 25 i 44, un 24,1% de 45 a 60 i un 9,9% 65 anys o més.
L'edat mediana era de 36 anys. Per cada 100 dones de 18 o més anys hi havia 103 homes.
La renda mediana per habitatge era de 46.526 $ i la renda mediana per família de 52.218 $. Els homes tenien una renda mediana de 32.441 $ mentre que les dones 26.157 $. La renda per capita de la població era de 19.890 $. Entorn del 3,5% de les famílies i el 5% de la població estaven per davall del llindar de pobresa.